# Myrmica symbiotica
Myrmica symbiotica är en myrart som först beskrevs av Menozzi 1925.  Myrmica symbiotica ingår i släktet rödmyror, och familjen myror. IUCN kategoriserar arten globalt som sårbar. Inga underarter finns listade i Catalogue of Life.